# Ján Hirka
Ján Hirka (Csehszlovákia, 1923. november 16. – Eperjes, 2014. április 10.) szlovák görögkatolikus pap, eperjesi püspök.

## Pályafutása
1949. július 31-én szentelték pappá.

### Püspöki pályafutása
1989. december 21-én eperjesi püspökké nevezték ki. 1990. Február 17-én szentelte püspökké Jozef Tomko bíboros, Michael Rusnak torontói szlovák görögkatolikus püspök és Slavomir Miklovš kőrösi püspök segédletével.